# Гофф Інна Анатоліївна
Інна Анатоліївна Гофф (24 жовтня 1928, Харків, УРСР— 26 квітня 1991, Москва, РРФСР) — російська радянська письменниця (прозаїк, поет).

## Життєпис
Народилася у сім'ї лікаря-фтізіатра Анатолія Ілліча Гоффа та викладача французької мови Зої Павлівни.
Після початку радянсько-німецької війни, влітку 1941 року сім'я евакуювалася з Харкова до Сибіру — до м. Томська. Навчаючись у школі, працювала нянею в евакошпиталі. Про пережиті у Томську роки воєнного тилу розповіла у низці повістей та оповідань.
Після війни поступила у Літературний інститут імені М. Горького, на семінар поета М. А. Свєтлова. Пізніше змінила напрямок та перейшла на семінар до прозаїка К. Г. Паустовського. Закінчила інститут у 1950.

### Родина
Дружина поета К. Я. Ваншенкіна. Племінниця науковця-хіміка, доктора хімічних наук Я. П. Беркмана та письменника П. І. Гоппа.

## Творчість
Друкуватися почала від 1947. Улюблені жанри у прозі — оповідання та повість.
У 1950 р. на Першому Всесоюзному конкурсі на кращу книгу для дітей отримала першу премію за першу і єдину свою дитячу повість «Я — тайга». Не менший інтерес викликала і повість «Биение сердца» (1955).
У 1958 р. вийшла книга «Точка кипения», у котрій мова йде про працівників підмосковного хімкомбінату.
У 1960 р. було надруковано велике оповідання «Северный сон».
У 1961 р. вийшов цикл «Очередь за керосином», у 1963 — роман «Телефон звонит по ночам». Авторка оповідань та повістей «Не верь зеркалам» (1964), «Чарли, брат Мани» (1967), «Истории Насти Стекловой» (1973), «Медпункт на вокзале» (1976).
Також Гофф написала цикл «Рассказы — путешествия»: «Как одеты гондольеры» (1967) — про подорож по Італії, «На семи мостах» (1969) — мемуари про Карелію, «Знакомые деревья» (1971) — замальовки з Підмосков'я.
У 1971 році вийшов ще один цикл «Рассказы — исследования». Перше оповідання циклу присвячено Христині Алчевській. Оповідання побудоване на основі оригіналу відомого листа Алчевської, в якому вона розповідає про зустріч з А. Чеховим у Ялті. У книгах-спогадах про своє життя «Превращения» (1983; окреме вид. 1984) та «На белом фоне» (1993) Гофф згадує про сучасників, з якими їй довелося спілкуватися — О. Твардовського, М. Свєтлова, М. Бернеса, В. Катаєва, В. Некрасова та ін.
Змінивши у молодості свій поетичний путь на прозу, Гофф все ж не припинила писати вірші. Довгий час свої вірші вона писала «для себе». Лише завдяки М. Н. Бернесу, Я. А. Френкелю та Е. С. Колмановьскому, з'явилися пісні на вірші Гофф «Ветер северный», «Август», «Когда разлюбишь ты», «Я улыбаюсь тебе», «Русское поле» (прозвучала в кінофільмі «Нові пригоди невловимих» в 1968 р.).
Посмертно видана книга «Летом в Воскресенке: Песни. Лирика» (1999; співавт. — чоловік Гофф, поет К. Вашенкін).
У 2007 році в підмосковному місті Воскресенську ім'ям Інни Гофф названа вулиця, а на будинку, що належав її родині, встановлено меморіальну дошку.